# Крокер, Норма
Норма Уилсон Крокер(-Флеминг) (англ. Norma Wilson Croker(-Fleming); 11 сентября 1934, Брисбен — 21 августа 2019, Брисбен) — австралийская легкоатлетка (бег на короткие дистанции, прыжок в длину), чемпионка летних Олимпийских игр 1956 года в Мельбурне, рекордсменка мира, участница двух Олимпиад.

## Карьера
На летней Олимпиаде в Мельбурне Крокер выступала в беге на 200 метров и эстафете 4×400 метров. В первом виде Крокер пробилась в финал, где с результатом 24,0 с заняла 4-е место (чемпионкой в этом виде стала её соотечественница Бетти Катберт). В эстафете команда Австралии (Шерли Стрикленд, Норма Крокер, Флёр Меллор, Бетти Катберт), за которую Крокер бежала на втором этапе, стала олимпийской чемпионкой с результатом 44,5 секунды (мировой рекорд). Серебро завоевала команда Великобритании (44,7 с), бронзовые медали — команда США (44,9 с).
На следующей летней Олимпиаде в Риме Крокер, помимо тех видов, в которых она выступала на предыдущей Олимпиаде, также приняла участие в прыжках в длину. В беге на 200 метров она пробилась в полуфинал, где пробежала дистанцию за 24,3 секунды, чего оказалось недостаточно, чтобы продолжить борьбу. В эстафете команда Австралии в предварительном забеге преодолела дистанцию за 47,5 с и выбыла из борьбы за медали. В прыжках в длину Крокер в финальной части соревнований прыгнула на 5,82 м и с этим результатом заняла 15-е место.